# 狐狸薹草
狐狸薹草（学名：Carex vulpina）是莎草科薹草属的植物。分布在俄罗斯中亚地区和欧洲以及中国大陆的新疆等地，生长于海拔1,200米的地区，多生于湿润河滩草地，目前尚未由人工引种栽培。